# Coltefinanciera
Coltefinanciera es una compañía de financiamiento colombiana creada en 1980 y perteneciente al Grupo Mezerhane, un conglomerado internacional de empresas de origen libanés que se desempeña en diversos campos de negocios en las áreas financiera, ingeniería y construcción, entretenimiento, sector inmobiliario, comunicaciones, e inversión, y cuyo actual presidente y principal accionista, es Nelson José Mezerhane Gosen y su familia, con sede en Miami, Estados Unidos.
La entidad cuenta con más de 40 años de experiencia y reconocimiento en el mercado financiero colombiano ofreciendo a sus clientes un portafolio integral en productos y servicios de ahorro, inversión, financiamiento y comercio exterior, siendo el Factoring dirigido al segmento Pyme su énfasis principal de negocio y en el que la compañía presenta su mayor liderazgo.
Cuenta con una importante presencia en las principales ciudades del país: Medellín, Bogotá, Cali, Cúcuta y Bucaramanga, Barranquilla. 

## Historia
Alrededor de 1980, la Organización Ardila Lülle crea a Coltefinanciera, como compañía de autofinanciamiento industrial, con el objetivo de financiar principalmente al sector textil y de confecciones.
En marzo de 1983 la Superintendencia Bancaria autorizó la transformación a sociedad anónima y compañía de financiamiento comercial. Desde entonces, la compañía desarrolló principalmente actividades como entidad de crédito en las áreas de factoring y leasing, ampliando exitosamente su alcance a otras áreas de negocio. En 2008, y correspondiendo a un plan de concentración de inversiones, la Organización Ardila Lülle vende la totalidad de su participación accionaria en Coltefinanciera al Grupo Mezerhane.